# Lovčica-Trubín
Lovčica-Trubín (hongrois : Lócsakürtös) est un village de Slovaquie situé dans la région de Banská Bystrica.

## Histoire
La première mention écrite du village date de 1488.

## Démographie

### Évolution de la population
| Année:               | 1994. | 2004.   | 2014.   | 2024.   |
| -------------------- | ----- | ------- | ------- | ------- |
| Nombre de personnes: | 1478  | 1497    | 1610    | 1567    |
| Différence:          |       | +1,28 % | +7,54 % | -2,67 % |

| Année:               | 2023. | 2024.   |
| -------------------- | ----- | ------- |
| Nombre de personnes: | 1571  | 1567    |
| Différence:          |       | -0,25 % |